# 靜內町
靜內町（日语：〔〕／ Shizunai chō */?）為過去位於北海道日高支廳中部的行政區劃，南臨太平洋。已於2006年3月31日與三石町合併為新設置的新日高町。
轄區內內有許多馬牧場，許多在賽馬比賽中表現優異的名馬出於此。
町名源自阿伊努語的「sut-nay」（山腳下的河流）或「sutu-nay」（葡萄藤的河流）或「si-huci-nay」（祖母的河流）。

## 歷史
- 1871年：稻田家舊家臣帶領546人分乘三艘船於此登陸，並開始進行開拓。[2]
- 1881年：設置靜內戶長役場。
- 1909年4月1日：下下方村、上下方村、中下方村、遠拂村、碧蘂村、市父村、幕別村、捫別村、目名村、農家村、有良村、春立村、婦蟹村、佐妻村、音江村、遠別村合併為靜內村，並成為北海道二級村。。[3]
- 1924年4月1日：成為北海道一級村。
- 1931年10月1日：改制成為靜內町。
- 2006年3月31日：與三石郡三石町合併為新設置的新日高町。

## 產業
以農業、畜牧業、林業和漁業為主，並產出許多賽馬用馬。

## 交通

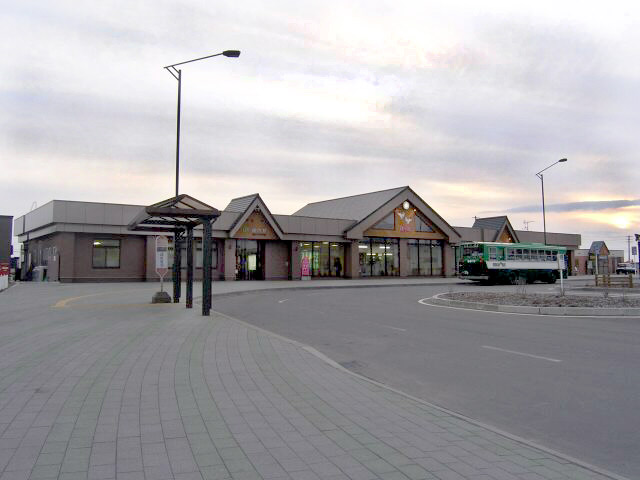
靜內車站

### 鐵路
- 北海道旅客鐵道
  - 日高本線 ：靜內車站 - 東靜內車站 - 春立車站 - 日高東別車站

### 道路
| - 一般國道 - 國道235號 主要道道 - 北海道道71號平取靜內線 - 北海道道111號靜內中札內線（日高橫斷道路） | 道道 - 北海道道637號西川東靜內停車場線 - 北海道道746號高見西舎線 - 北海道道796號西端春立線 - 北海道道992號靜內停車場線 - 北海道道1025號靜內浦河線 |

### 巴士
- 道南巴士 
  - 高速號
- JR北海道巴士～高速襟裳號（停靠於「靜內末廣町」）

## 觀光景點
| - ：日本中央競馬會靜內場外勝馬投票券販賣所 - 賽馬的故鄉日高案內所 - 二十間道路的櫻花樹：日本100選道路、北海道遺產 - 靜內溫泉 | - 靜內櫻花祭 - 靜內御殿山墳墓群出土遺物（北海道指定有形文化財）（新日高町境內鄉土館藏） - 靜內御殿山墳墓群（北海道指定史跡） |

## 教育

### 高等學校
| - 北海道靜內高等學校 | - 北海道靜內農業高等學校 |

### 中學校
| - 靜內町立靜內中學校 - 靜內町立靜內第二中學校 | - 靜內町立靜內第三中學校 |

### 小學校
| - 靜內町立高靜小學校 - 靜內町立靜內小學校 - 靜內町立東靜內小學校 - 靜內町立川合小學校 | - 靜內町立春立小學校 - 靜內町立山手小學校 - 靜內町立櫻丘小學校 |

### 特殊學校
- http://www.birayo.hokkaido-c.ed.jp/ （页面存档备份，存于）

## 姊妹市・友好都市

### 日本
- 洲本市（兵庫縣）
- 南淡路市（兵庫縣）
- 美馬市（德島縣）

### 海外
- 萊辛頓（美國 肯塔基州）

## 本地出身之名人
- 岡田史子：漫畫家
- 河原亞依：偶像
- 下川美娜：歌手
- 大道寺小三郎：前陸奧銀行會長

## 外部連結
- （日語）舊靜內町官方網頁 （页面存档备份，存于）
- （日語）靜內町、三石町合併協議會
- （日語）靜內警察署
- （日語）靜內町農業協同組合
- （日語）靜內町商工會 （页面存档备份，存于）
- （日語）靜內町民吹奏樂團
- （日語）靜內愛犬者會